# MinxZone
MinxZone（ミンクスゾーン）は、日本のスリーピース・バンド。

## メンバー
yukari（ゆかり、1979年4月24日 -）
ボーカル担当。本名は十川ゆかり。大阪府出身。
waio（わいお、4月20日 -）。
ギター担当。京都府出身。
ayuha（あゆは、4月27日 -）
ドラムス担当。兵庫県出身。

## 来歴
1999年11月に大阪で結成され、2002年に上京。上京後は路上ライブを展開、2008年に路上ライブがきっかけでデビッド・ジョーンズのCMソングに使用される。
2011年4月24日、エイベックス・エンタテインメントからミニ・アルバム『紙ピアノ』を発売し、メジャー・デビューを果たす。また同日、yukariが「十川ゆかり」名義でサンクチュアリ・パブリッシングから『この世で一番大切な日 心温まる31のエピソード』を上梓、メジャー・デビューと同時に書籍デビューも果たした。同書籍は、3版まで増版し5万部を超える新人作家としては異例のヒットとなっている。
2012年4月18日発売の1stシングル『そりゃそりゃそうじゃん〜新世代のマーチ〜／ 花歌』は、それぞれNHK Eテレの「はなかっぱ」オープニングテーマ、プライベートブランドStyleONE CMに使用されている。

## 音楽性
「言葉を大切に」というテーマを掲げる。「希望」をテーマに、自分たちの知っている言葉を使って伝えたいものを作ることを意識するなど、特に作詞に関して強いこだわりを持つ。
サウンドについては、当初はロック色・パンク・ロック色が混ざっていたが、路上ライブを通じてロック色・パンク色が抜け純粋なポップ・ミュージックへと変化していった。

## ディスコグラフィー

### メジャー

#### シングル
| 枚  | 発売日        | タイトル                                        | 規格品番   |
| --- | ------------- | ----------------------------------------------- | ---------- |
| 1st | 2012年4月18日 | そりゃそりゃそうじゃん〜新世代のマーチ〜 / 花歌 | AVCD-48332 |

#### ミニ・アルバム
| 枚  | 発売日        | タイトル | 規格品番   |
| --- | ------------- | -------- | ---------- |
| 1st | 2011年4月24日 | 紙ピアノ | AVCD-38216 |

### インディーズ

#### シングル
- cleverstyle / あのころ（2004年6月、NEXTAR RECORDS）
- ∞の世界（2004年6月[8]、Flash Records）
- 幸せの答え（2004年8月[8]、Flash Records）

#### アルバム
- みんくすワールド（2001年6月[8]、キラキラレコード） - デビュー・アルバム[9]
- New Age Drive（2008年6月5日、Rhythm REPUBLIC）

#### CD-DVD
- meet you（2006年10月12日） - 1000枚限定発売[3]

#### ミュージック・ブック
- ミンクスは詞がいいんです。（2010年7月3日） - ライブ会場限定発売

## タイアップ
| 楽曲                                     | タイアップ                                           |
| ---------------------------------------- | ---------------------------------------------------- |
| ビニール傘それぞれの雨のち晴れ           | デビッド・ジョーンズCMソング                         |
| 約束のチカラ                             | 山形銀行CMソング                                     |
| 紙ピアノ                                 | テレビ大阪『花らふる〜Colorful〜』エンディングテーマ |
| 花歌                                     | プライベートブランド『StyleONE』CMソング             |
| そりゃそりゃそうじゃん〜新世代のマーチ〜 | NHK教育テレビ『はなかっぱ』オープニングテーマ        |

## 楽曲提供
いずれも waio 作詞・編曲作品。
アイドリング!!!
- 「おひさまダーリン」
- 「ユキウサギ」

サーターアンダギー
- 「ヒトツヒトツブ」

## 書籍
- 十川ゆかり『この世で一番大切な日 心温まる31の誕生日ストーリー』サンクチュアリ・パブリッシング、2011年。ISBN 9784861139550。[14]

## 出演番組

### ラジオ
- MinxZone yukariの餃子にご飯はいりません!（NACK5、The Nutty Radio Show 鬼玉）